# Tianyar
Tianyar is een bestuurslaag in het regentschap Karangasem van de provincie Bali, Indonesië. Tianyar telt 9052 inwoners (volkstelling 2010).